# Louis Dupetit-Thouars (sous-marin)
Pour les articles homonymes, voir Dupetit-Thouars.
Le Louis Dupetit-Thouars (numéros de coque : SC5, LD, DT) est le dernier des trois sous-marins de classe O'Byrne construits pour la Marine nationale française de 1917 à 1920. Il a été commandé à l’origine par la marine militaire roumaine, mais a été confisqué par le gouvernement français pendant la Première Guerre mondiale alors qu’il était encore en construction. Il a été construit par les Forges et chantiers de la Gironde à Bordeaux pour le compte de Schneider-Laubeuf à Chalon-sur-Saône. Le navire a été commissionné dans la marine française qui lui donne le nom de Louis Dupetit-Thouars en l’honneur de Aristide Aubert du Petit-Thouars. Il sert en mer Méditerranée. Le navire a été rayé de la liste de la marine et vendu à la ferraille en 1928.

## Construction
Le Louis Dupetit-Thouars a été commandé par le gouvernement roumain au chantier naval Schneider en Gironde, et mis sur cale en avril 1917. Cependant, la Roumanie a été forcée de quitter la guerre en décembre 1917, alors que la construction du navire en était à ses débuts. Le sous-marin a ensuite été achevé pour la marine française, avec des ponts plus grands et un kiosque. Le Louis Dupetit-Thouars a été achevé et mis en service en 1921. Il avait un déplacement de 342 tonnes en surface, et mesurait 52,4 mètres de longueur, avec un maître-bau de 4,7 mètres et un tirant d'eau de 2,7 mètres. Le groupe motopropulseur se composait de deux moteurs diesel Schneider et de deux moteurs électriques entraînant deux arbres d'hélice, ce qui donnait une vitesse maximale en surface de 14 nœuds. Il avait une autonomie de 1 850 milles marins à 10 nœuds et un équipage de 25 personnes. L’armement se composait de quatre tubes lance-torpilles de 450 mm et d’un canon de pont de 47 mm,.

## Service
Les trois bateaux incorporent les leçons de l’expérience de guerre française et s’avèrent donc raisonnablement efficaces. Ils ont servi en Méditerranée après la Première Guerre mondiale, mais leur carrière s’est déroulée sans incident et ils ont été retirés du service avant le début de la Seconde Guerre mondiale. Le Louis Dupetit-Thouars est radié en novembre 1928 et ses deux sister-ships en août 1935.
Le Louis Dupetit-Thouars a pour commandant, en 1921-1922, le lieutenant de vaisseau Jean Adolphe Roger Bouan (1892-1940), qui disparaîtra au début de la Seconde Guerre mondiale, le 3 mai 1940, en mer de Norvège avec le contre-torpilleur Bison.
Si le Louis Dupetit-Thouars avait été livré à la Roumanie une fois terminé, il serait devenu le troisième sous-marin roumain (après ses sister-ships O'Byrne et Henri Fournier). Ce rôle sera rempli par le Delfinul de construction italienne en 1936.